# Momona Tamada
Momona Tamada (百々渚?, Momona; Vancouver, 28 settembre 2006) è un'attrice canadese.

## Filmografia

### Cinema
- P. S. Ti amo ancora, regia di Michael Fimognari (2020)
- Sognando il ring, regia di Jay Karas (2020)
- Guida per babysitter a caccia di mostri, regia di Rachel Talalay (2020)
- Tua per sempre, regia di Michael Fimognari (2021)
- Secret Headquarters, regia di Henry Joost e Ariel Schulman (2022)

### Televisione
- The Boys – serie TV, episodio 1x06 (2019)
- The Terror – serie TV, episodio 2x10 (2019)
- Oni – serie animata (2020) – Onari, voce
- Gabby Duran Alien Sitter – serie TV, episodio 1x14 (2020)
- Il club delle babysitter – serie TV (2020-2021) – Claudia
- SuperPupZ – serie TV, 10 episodi (2022)
- Avatar - La leggenda di Aang – serie TV (2024-) – Ty Lee
- The Spiderwick Chronicles - serie TV (2024-in corso) - Emiko

## Doppiatrici italiane
Nelle versioni in italiano delle opere in cui ha recitato, Momona Tamada è stata interpretata da:
- Ilaria Pellicone in Sognando il ring
- Ginevra Pucci ne Il club delle babysitter